# محمدرضا پارسا
محمدرضا پارسا سیاست‌مدار ایرانی بود که در چهار  دوره نهم،  دوره دهم،  دوره دوازدهم و  دوره سیزدهم بعنوان نماینده حوزه انتخابیه سلماس، خوی و ماکو در مجلس شورای ملی حضور داشت.